# Supermodel (álbum)
Supermodel é o segundo álbum de estúdio da banda americana de indie rock Foster the People. O álbum foi co-produzido por Mark Foster e pelo músico britânico Paul Epworth e foi lançado pela Columbia Records em 14 de março de 2014. É o álbum seguinte ao álbum de estreia, Torches.
Um álbum conceitual, Supermodel apresenta temas comuns temas sobre negatividade em relação à cultura popular moderna e a ideologia do consumidor em toda sua gravação e em suas obras de arte relacionadas. Concebido principalmente por Foster, o álbum lida principalmente com questões sociais e "o lado feio do capitalismo" com questões que afeta e fascina Foster durante o processo criativo do álbum. Gravado e produzido ao longo de 2012 e 2013, o álbum também apresenta uma menor saída a partir do som de Torches, a importação de instrumentos e vários sons de diferentes culturas do mundo, mantendo o som como o "disco pop perfeito".
O álbum foi fortemente promovido pela banda e pela Columbia Records para o preceder do lançamento do álbum, com uma série que acompanha documentário de mesmo nome e um mural de 130 metros pintado em Los Angeles na maior Costa Oeste dos Estados Unidos. O álbum foi precedido por três singles lançados pela Columbia em 2014: "Coming of Age" lançado em janeiro de 2014, "Pseudologia Fantastica" em fevereiro e "Best Friend" em março.

## Faixas
| Supermodel     |                                             |                                                           |                 |         |  |
| N.º            | Título                                      | Compositor(es)                                            | Produtor(es)    | Duração |  |
| 1.             | "Are You What You Want to Be"               | Mark Foster, Greg Kurstin                                 |                 | 4:30    |  |
| 2.             | "Ask Yourself"                              | Foster, Kurstin                                           |                 | 4:23    |  |
| 3.             | "Coming of Age"                             | Foster, Isom Innis, Jacob Fink, Sean Cimino, Paul Epworth | Epworth, Foster | 4:40    |  |
| 4.             | "Nevermind"                                 | Foster, Kurstin                                           |                 | 5:17    |  |
| 5.             | "Pseudologia Fantastica"                    | Foster, Epworth                                           | Epworth, Foster | 5:31    |  |
| 6.             | "The Angelic Welcome of Mr. Jones"          | Foster                                                    |                 | 0:33    |  |
| 7.             | "Best Friend"                               | Foster, Innis                                             |                 | 4:27    |  |
| 8.             | "A Beginner's Guide to Destroying the Moon" | Foster, Epworth, Mike Volpe                               |                 | 4:39    |  |
| 9.             | "Goats in Trees"                            | Foster, Epworth                                           |                 | 5:09    |  |
| 10.            | "The Truth"                                 | Foster, Innis, Matthew Wilcox, Luca Venter                |                 | 4:29    |  |
| 11.            | "Fire Escape"                               | Foster                                                    |                 | 4:22    |  |
| Duração total: | Duração total:                              | Duração total:                                            | Duração total:  | 47:57   |  |

| Supermodel Edição de pré-venda |                        |                |                |         |  |
| N.º                            | Título                 | Compositor(es) | Produtor(es)   | Duração |  |
| 12.                            | "Tabloid Super Junkie" |                |                | 6:00    |  |
| Duração total:                 | Duração total:         | Duração total: | Duração total: | 53:57   |  |

## Paradas musicais
| Paradas (2014)                          | Melhor posição |
| --------------------------------------- | -------------- |
| Austrália (ARIA)                        | 8              |
| Bélgica (Ultratop Flandres)             | 93             |
| Bélgica (Ultratop Valônia)              | 104            |
| Canadá (Billboard)                      | 4              |
| Espanha (PROMUSICAE)                    | 70             |
| Finlândia (Suomen virallinen lista)     | 50             |
| Países Baixos (Dutch Charts)            | 57             |
| Nova Zelândia (RMNZ)                    | 17             |
| Polónia (ZPAV)                          | 16             |
| Reino Unido (UK Albums Chart)           | 26             |
| Estados Unidos (Billboard 200)          | 3              |
| Estados Unidos (Top Alternative Albums) | 1              |
| Estados Unidos (Top Rock Albums)        | 1              |

## Pessoal
Foster the People
- Cubbie Fink – baixo, vocal de apoio
- Mark Foster – Vocais, guitarra, teclados
- Mark Pontius – bateria, percussão, vocal de apoio

## Histórico de lançamento
| Região         | Data                | Formato          | Gravadora        |
| -------------- | ------------------- | ---------------- | ---------------- |
| Austrália      | 14 de março de 2014 | Download digital | Columbia Records |
| Nova Zelândia  | 14 de março de 2014 | Download digital | Columbia Records |
| França         | 17 de março de 2014 | Download digital | Columbia Records |
| Estados Unidos | 18 de março de 2014 | CD               | Columbia Records |
| Estados Unidos | 18 de março de 2014 | Download digital | Columbia Records |
| Estados Unidos | 18 de março de 2014 | Vinil            | Columbia Records |
| Reino Unido    | 24 de março de 2014 | Download digital | Columbia Records |